# Marin Manafu
Marin Manafu (n. 29 mai 1896, Vela, Dolj, România – d. 14 iulie 1977, București, România) a fost un general român care a luptat în cel de-al Doilea Război Mondial.
Generalul de divizie Marin Manafu a fost trecut din oficiu în rezervă pentru limită de vârstă de la data de 11 iunie 1945, prin decizia ministerială nr. 1.659 din 22 septembrie 1944.

## Decorații
- Ordinul „Coroana României” în gradul de Comandor (8 iunie 1940)[2]
- Ordinul „23 August” clasa a III-a (10 august 1964) „pentru merite deosebite în opera de construire a socialismului, cu prilejul celei de a XX-a aniversări a eliberării patriei”[3]

## Legături externe
- en  Generals.dk